# Battaglia di Penco
La battaglia di Penco, combattuta il 12 marzo 1550, vide affrontarsi 60 000 Mapuche guidati dal toqui Ainavillo con i suoi alleati ed i 200 spagnoli di Pedro de Valdivia a cavallo ed a piedi, con un gran numero di Yanacona tra cui 300 ausiliari Mapochoes comandati da Michimalonco, che difendevano il nuovo forte di Penco. Questa battaglia fece parte della guerra di Arauco.

## Storia
Dopo la sconfitta nella Battaglia di Andalien, il toqui Ainavillo mise insieme decine di migliaia di guerrieri provenienti da Arauco e Tucapel, per rinforzare il suo esercito di 15 000 uomini con l'intenzione di attaccare l'insediamento di Valdivia a Penco. Nel frattempo gli uomini di Valdivia impiegarono otto giorni a costruire un forte con un fossato lungo 1500 passi attorno all'accampamento, alto e spesso 4 metri. La terra scavata venne usata per riempire un muro di tronchi d'albero dietro il fossato. Le mura avevano tre porte con potenti bastioni attrezzati con pezzi d'artiglieria. Dopo che il forte fu completato, Valdivia vi fondò la città di Concepción del Nuevo Extremo il 3 marzo 1550. Inviò anche un gruppo di cavalleria ad intimare ai Mapuche locali di sottomettersi, fornendo cibo e manodopera agli spagnoli.
Il 12 marzo l'esercito di Ainavillo, che contava 60 000 guerrieri, avanzò verso il forte organizzato in tre plotoni, con 5000 fanti che ne coprivano l'avanzata ed il dispiego. Appena arrivati circondarono il forte su tutti i lati, ma non erano attrezzati per colpire oltre il fossato e le mura. Poterono solo lanciare frecce e pietre sulle mura. All'interno del forte si stava formando lo scontento tra i conquistadores, per il fatto di sentirsi bloccati e sapendo che i Mapuche stavano guadagnando coraggio.
Il commando di Ainavillo, precedentemente sconfitto ad Andalien, fu riconosciuto dagli spagnoli, che notarono anche che la divisione dei gruppi Mapuche gli impediva di aiutarsi l'un l'altro. Jerónimo de Alderete, senza il permesso di Valdivia, guidò la propria cavalleria contro la divisione di Ainavillo ma i Mapuche avevano imparato a serrare i ranghi, ferendo i cavalli degli spagnoli con picche dotate di punta in rame.
Valdivia capì che Alderete aveva forzato la mano ed inviò Pedro de Villagra con il resto della cavalleria, colpendo Ainavillo anche con l'artiglieria. Jeronimo de Alderete e Pedro de Villagra guidarono quindi una nuova carica che ebbe successo, facendo fuggire i Mapuche inseguiti dagli spagnoli, seguiti a loro volta dalle due altre divisioni Mapuche anch'esse in fuga. Ad un certo punto la cavalleria non poté proseguire, e quindi toccò alla fanteria ed agli uomini di Michimalonco inseguire gli avversari, uccidendone molti. Il campo di battaglia era coperto di armi abbandonate, con 300 indios morti. Secondo Vivar furono 4000 i morti Mapuche durante la ritirata, e secondo Lobera ne furono catturati 200 compresi alcuni capi. Valdivia fece tagliare il naso ed una mano a tutti i prigionieri, liberandoli per permettergli di portare un messaggio ai compagni. Poco dopo i capi Mapuche giunsero da Valdivia per sottomettersi.